# Nawasiołki (rejon kormański)
Nawasiołki (biał. Навасёлкі; ros. Новосёлки, Nowosiołki; pol. hist. Nowosiółki) – wieś na Białorusi, w obwodzie homelskim, w rejonie kormańskim, w sielsowiecie Barsuki.

## Historia
W XIX i w początkach XX w. położone były w Rosji, w guberni mohylewskiej, w powiecie rohaczewskim, w gminie Korma. Mieściły się tu wówczas cerkiew prawosławna i fabryka oleju.
Następnie w granicach Związku Sowieckiego. Od 1991 w niepodległej Białorusi.